# Minkar
Epsilon Corvi (ε Corvi) ist ein Stern der Spektralklasse K2 III. Sein Eigenname ist Minkar. Er liegt im Sternbild Rabe und hat eine scheinbare Helligkeit von +3,0 mag. Mit einem 43 fachen Sonnendurchmesser, gehört Minkar zu den rot-orangen Riesensternen. Seine Entfernung von der Erde beträgt ca. 260 Lichtjahre bzw. 80 parsec.

## Nomenklatur
Minkar (aus dem arab. منقار minqār) ist der Eigenname des Sterns und bedeutet übersetzt Schnabel (des Raben).

## Eigenschaften
Epsilon Corvi ist Stern der Spektralklasse K2 III. Er ist ein rot-oranger Riesenstern. Er hat seinen Wasserstoffvorrat für die Kernfusion nahezu verbraucht. Dies führt dazu, dass sich seine äußeren Hüllen erheblich ausgedehnt haben. Er hat ungefähr die dreifache Masse der Sonne. Der visuelle Sterndurchmesser wurde mit Hilfe von interferometrischen Methoden mit 4,99 Millibogensekunden gemessen. Bei der ermittelten Entfernung ergibt sich ein ca. 43 facher Sonnenradius. Die Effektivtemperatur seiner Photosphäre liegt bei 4320 K. Deswegen leuchtet der Stern im organenen Licht, welches typisch für einen Stern der Spektralklasse K ist. In der Vergangenheit war der Stern ungefähr viermal so massereich, wie die Sonne. Während dieser Zeit war er ein Hauptreihenstern der Klasse B5 V.